# 奧浦組
奧浦組本部位於大阪府東大阪市神田町7-7  的設置，日本的指定暴力團之一・神戶山口組的2次團體。構成員約50名。

## 略史
奧浦組組長・奥浦清司原三代目山口組菅谷組若中，後來成立奥浦組。1981年時菅谷組解散後，移籍三代目山口組另一直系長谷組（長谷一雄組長）的底下擔任舎弟頭。當時的正式名跡稱為『奧浦聯合』。
在五代目山口組時期的1989年6月，升格為山口組直參若中；2015年脫離了六代目山口組，加入另組神戶山口組。

## 最高幹部

### 神戶山口組
- 組長・奥浦清司（神戶山口組顧問；原六代目山口組若中）
- 若頭・平良辰雄（雄心會會長）
- 舎弟頭・松田憲昭（松田組組長）
- 本部長・菅原秀雄（二代目清華連合會長）
- 若頭補佐、關東責任者・山岡忠則（忠仁會會長）

### 六目山口組
（2009.9）
- 組長・奥浦清司（六代目山口組若中）
- 若頭・松田憲昭（松田組組長）
- 顧問・加藤秀長
- 副組長・金島英吉（金島組組長）
- 舍弟頭・山口勇一（龍志會會長）
- 本部長・倉野一彥（二代目段組組長）
- 本部長補佐・黑川幸村（清翔會會長）
- 若頭補佐、組織委員長・藤咲明男（藤咲會會長）
- 若頭補佐、懲罰委員長・山岡忠則（忠仁會會長）
- 若頭補佐、渉外委員長・田中啓之（三代目心榮會會長）
- 事務局長・黑川春佐（黑川組長）

## 資料來源
1. ↑  山口組分裂騒動　処分の直系１３組長判明 （页面存档备份，存于） 神戶新聞 2015.09.01